# Scientrier
Scientrier – miejscowość i gmina we Francji, w regionie Owernia-Rodan-Alpy, w departamencie Górna Sabaudia.
Według danych na rok 1990 gminę zamieszkiwało 561 osób, a gęstość zaludnienia wynosiła 78 osób/km² (wśród 2880 gmin regionu Rodan-Alpy Scientrier plasuje się na 1091. miejscu pod względem liczby ludności, natomiast pod względem powierzchni na miejscu 1343.).